# Heilbot
De heilbot (Hippoglossus hippoglossus) is een straalvinnige vis uit de familie van de schollen (Pleuronectidae) en de orde van de platvissen (Pleuronectiformes).

## Kenmerken

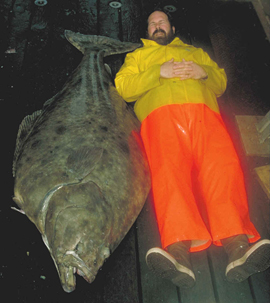

De heilbot kan (mits met rust gelaten) enorm groot worden, tot een lengte van 4,7 meter en met een gewicht van 320 kilogram. De vis wordt bij een lengte van 1,2 meter geslachtsrijp en wordt zelden langer dan 2 meter. Hij kan maximaal 50 jaar oud worden. De soort heeft het karakteristieke uiterlijk van een platvis. De rechterkant ("bovenkant") van de vis is groenbruin tot zwart, de linkerzijde ("onderkant") is glanzend wit. De bek is heel groot, de huid voelt zacht aan. De zijlijn is bij de rechter borstvin halfcirkelvormig gebogen. De vis heeft één rugvin met 98 tot 110 vinstralen en een aarsvin met 73 tot 85 vinstralen.

## Leefwijze
Het dieet van de vis bestaat hoofdzakelijk uit dierlijk voedsel. Jonge dieren eten macrofauna (vooral schelpdieren en krabben), volwassen heilbotten zijn roofvissen die minder aan de zeebodem zijn gebonden. Hierdoor kan men grote heilbotten ook aantreffen in het open water tussen bodem en wateroppervlak.

## Verspreiding en leefgebied
Deze soort komt voor in het noordwesten en het noordoosten van de Atlantische Oceaan. De heilbot is een zoutwatervis die voorkomt van de Golf van Biskaje tot Spitsbergen op een diepte van 50 tot 2000 meter.

## Verspreiding in Nederland
Aan de Nederlandse kust is deze vis uiterst zeldzaam. Er waren tussen 1964 en 1987 slechts wat meldingen van jongere exemplaren.

## Relatie tot de mens
De heilbot was voor de beroepsvisserij van groot belang. Door overbevissing in combinatie met de trage voortplanting is de Atlantische heilbot bedreigd. De vis staat sinds 1996 op de internationale Rode Lijst van de IUCN. Tegenwoordig is de meest verkochte soort heilbot dan ook de Pacifische heilbot (Hippoglossus stenolepis), die voorkomt in de Noordelijke IJszee en het noorden van de Grote Oceaan. De heilbot wordt nog wel door zeehengelsporters gevangen. De vis geldt als een smakelijke soort die zowel rauw, gerookt, gekookt als gebakken gegeten wordt. De soort is te zien in sommige openbare aquaria.